# Arje
Arje (russisk: Арье) er en russisk spillefilm fra 2004 af Roman Romanovitj Katjanov.

## Medvirkende
- Jezji Sjtur som Arje
- Sandra Sade som Sonja
- Juozas Budrajtis
- Artemij Troitskij
- Garik Sukatjov